# Télégestion
 (janvier 2022).
Si vous disposez d'ouvrages ou d'articles de référence ou si vous connaissez des sites web de qualité traitant du thème abordé ici, merci de compléter l'article en donnant les références utiles à sa vérifiabilité et en les liant à la section « Notes et références ».
La télégestion est l'ensemble des produits qui mettent en œuvre les technologies de l'informatique, de l'électronique et des télécommunications, afin de permettre un horodatage des données à la source, un contrôle à distance ou un asservissement inter-sites d'installations techniques distantes. La télégestion répond aux besoins de nombreux domaines d'applications (sécurité, gestion des réseaux d'eau, assainissement, éclairage public, génie climatique...) et offre une panoplie d'outils :
- téléalarme : être alerté automatiquement en cas de panne, de défaut de fonctionnement ou d'intrusion dans une installation ;
- télémétrie : contrôler en permanence et à distance le fonctionnement d'une installation ;
- télécommande : agir à distance sur les équipements contrôlés ;
- télémaintenance : assurer à distance les tâches de maintenance de certaines installations, intervenir sur des équipements difficiles d'accès ou éloignés des centres de contrôle ;
- enregistrer les informations afin d'analyser, d'optimiser et de gérer à distance le fonctionnement des installations contrôlées.

## Intérêt
La télégestion vise à récupérer à distance une information qui fera l'objet d'un traitement en fonction de son type et de sa valeur, sanctionnée par une prise de décision (faut-il intervenir ou non ?). 
L'horodatage des données à la source permet une transmission des données en différé afin d'optimiser les temps et les coûts de télécommunication ou pour éviter la perte de données en cas de rupture temporaire d'une télécommunication.

## Systèmes liés
Typiquement, un système de télégestion est composé d'au moins trois éléments :
- un ou plusieurs RTU, pour remote terminal unit : des équipements terminaux de type automates, chargés d’assurer l’acquisition des informations et de répercuter le contrôle commande localement sur le site.
- un modem basé sur un réseau de communication avec ou sans fil : réseau téléphonique commuté, GSM, GPRS, radio, Wi-Fi, etc.) ;
- un système central de collecte et de gestion des données : poste(s) dédié(s) ou serveur.